# Ádám Szalai
Ádám Szalai (Budapeste, 9 de dezembro de 1987) é um futebolista húngaro que atua como atacante. Atualmente joga pelo FC Basel

## Carreira

### Clubes
Após defender na Hungria os tradicionais Honvéd e Újpest ainda nas categorias de base, Szalai se transferiu para o Stuttgart. Em sua primeira temporada na equipe alemã, Szalai foi responsável pelo título nacional da equipe nas categorias de base, marcando o único gol da final na vitória sobre o Bochum. Uma temporada depois do título, Szalai foi promovido a equipe B do Stuttgart, onde disputou 33 partidas, marcando cinco tentos.
Em agosto de 2007, Szalai deixou o Stuttgart e assinou com o Real Madrid Castilla por aproximadamente quinhentos mil euros. Em sua primeira temporada, atuou com certa regularidade, mas ganhou apenas uma vaga como titular na segunda temporada, após a saída de José María Callejón e Alberto Bueno. Por conta de sua excelente performance, foi promovido para a equipe principal, sendo inclusive, inscrito na Liga dos Campeões da UEFA, mas não estreando no time principal.
Para ganhar mais experiência, Szalai foi emprestado em 9 de janeiro de 2010 ao Mainz, da Alemanha, permanecendo até o final da temporada. Ao término da mesma, mesmo tendo marcado apenas uma vez na temporada, foi contrato pelo Mainz, assinando um contrato de três temporadas. O treinador da equipe, Thomas Tuchel, o descreveu como um jogador "versátil e [que] pode jogar como referência, segundo atacante ou até mesmo atrás dos atacantes".
Acabaria se tornando um dos principais atletas do elenco do Mainz, tendo participações importantes nas sete vitórias consecutivas do clube na Bundesliga, tendo marcado uma vez e dado uma assistência na vitória sobre o Hoffenheim, que igualou o recorde de vitórias consecutivas no início do campeonato.
Com bom desempenho durante a temporada 2012/13, principalmente na primeira metade desta, tendo marcado treze vezes em 29 partidas, acertou sua transferência pouco tempo após o término da mesma para o Schalke 04, firmando um contrato de quatro temporadas.[carece de fontes?]

## Seleção nacional
Szalai recebeu sua primeira convocação para a seleção principal da Hungria em 19 de novembro de 2008, na partida contra a seleção da Irlanda do Norte, mas acabou não sendo utilizado. Foi convocado novamente na partida seguinte, onde fez sua estreia frente a Israel (derrota por 1-0), em 11 de fevereiro de 2009, substituíndo Zoltán Szélesi aos 84 minutos de partida. Marcaria seus primeiros tentos com a camisa magiar na partida contra San Marino, quando marcou um hat-trick (três gols) na vitória por 8-0.
Szalai fez parte do elenco da Seleção Húngara de Futebol da Eurocopa de 2016.